# Mareig del mar
El mareig (del mar) o mal de mar és una cinetosi resultant d'anar en un vaixell, sobretot si es mou molt pel mal estat de la mar, o per extensió una nàusea quan hom circula en un vehicle per terra o cel. En aquest trastorn hi ha un important component personal, que fa que cada persona sigui particularment sensible o resistent a l'estímul creat pel moviment.

## Els símptomes
Abans de produir-se el vòmit, hi ha una sèrie de símptomes que són la resposta fisiològica del mareig:
- Pal·lidesa
- Sudoració freda
- Sensació de moviments dels objectes
- Alteracions del moviment corporal (sense coordinació motora)
- Sialorrea (excés de saliva)
- Nàusees
- Abatiment

## Prevenció
El tractament per evitar el mareig ha de ser bàsicament preventiu, perquè quan arriba el vòmit, és difícil reconduir la situació. Per tant, és convenient tenir en compte instruccions com les següents:
- Col·locar-se en llocs de poc moviment: al cotxe, al lloc del copilot; a l'autocar, cap endavant; al vaixell, al mig; a l'avió, entre les ales.

- Adoptar, si és possible, la posició de "decúbit supí" (panxa enlaire, i apujant les cames), o recolzat i amb el cap fix.
- No llegir
- Mantenir la vista en un angle de 45° per damunt de l'horitzó. Buscar punts de referència llunyans i sense fixar-se en objectes pròxims: al cotxe, al tren o a l'autocar, obrir lleugerament la finestra; al vaixell, sortir a la coberta.
- Evitar la calor
- No menjar ni beure en excés durant les hores prèvies al viatge. Si es tracta d'un viatge llarg en cotxe o en autocar, aprofitar les pauses, caminar, airejar-se i prendre petites quantitats de menjar i de beguda cada cert temps.
- Estimular l'atenció dels nens, fent-los seure en una posició elevada en seients adequats o mantenint-los distrets amb jocs o totes dues coses alhora (però millor sense fixar la vista en objectes petits: jocs de paraules, etc.)
- En cas d'embaràs, respectar totalment les mesures preventives; no es poden prendre medicaments contra el mal de mar[1]

## Medicaments contra el mareig
Les pastilles contra el mareig contenen dimenhidrinat, que s'utilitza sobretot com a antiemètic per a prevenir i tractar les nàusees i vòmits associats als viatges en avió o en vaixell. Sovint també inclouen cafeïna per tal de contrarestar el son provocat pels altres ingredients actius. Es pot prendre com preventiu o després de sentir-se marejat.